# Tir aux Jeux olympiques d'été de 1988
Navigation
Los Angeles 1984 Barcelone 1992
Treize épreuves de tir (9 masculines et 4 féminines) furent disputées à l'occasion des Jeux olympiques d'été de 1988 à Séoul.

## Tableau des médailles
| Rang | Pays                 | Médaille d'or | Médaille d'argent | Médaille de bronze | Total |
| 1    | Union soviétique     | 4             | 1                 | 6                  | 11    |
| 2    | Yougoslavie          | 2             | 0                 | 1                  | 4     |
| 3    | Allemagne de l'Ouest | 1             | 1                 | 1                  | 3     |
| 4    | Allemagne de l'Est   | 1             | 1                 | 0                  | 2     |
| 4    | Bulgarie             | 1             | 1                 | 0                  | 2     |
| 4    | Tchécoslovaquie      | 1             | 1                 | 0                  | 2     |
| 4    | Royaume-Uni          | 1             | 1                 | 0                  | 2     |
| 8    | Norvège              | 1             | 0                 | 0                  | 1     |
| 8    | Roumanie             | 1             | 0                 | 0                  | 1     |
| 10   | Chine                | 0             | 1                 | 1                  | 2     |
| 11   | Chili                | 0             | 1                 | 0                  | 1     |
| 11   | Corée du Sud         | 0             | 1                 | 0                  | 1     |
| 11   | États-Unis           | 0             | 1                 | 0                  | 1     |
| 11   | France               | 0             | 1                 | 0                  | 1     |
| 11   | Japon                | 0             | 1                 | 0                  | 1     |
| 11   | Suède                | 0             | 1                 | 0                  | 1     |
| 17   | Hongrie              | 0             | 0                 | 2                  | 1     |
| 18   | Belgique             | 0             | 0                 | 1                  | 1     |
| 18   | Espagne              | 0             | 0                 | 1                  | 1     |

## Résultats

### Hommes
| Épreuves                       | Or                        | Argent                   | Bronze                 |
| Pistolet à air comprimé 10 m   | Tanyu Kiryakov 687,9 pts. | Erich Buljung 687,9 pts. | Xue Haifeng 684,5 pts. |
| Pistolet libre 50 m            | Sorin Babii 666,0         | Ragnar Skanåker 663,3    | Ihar Basinski 662,5    |
| Pistolet rapide 25 m           | Afanasijs Kuzmins 698     | Ralf Schumann 696        | Zoltán Kovács 693      |
| Carabine à air comprimé 10 m   | Goran Maksimović 695,6    | Nicolas Berthelot 694,2  | Johann Riederer 694,0  |
| Carabine 3 positions 50 m      | Malcolm Cooper 1279,3     | Alister Allan 1275,6     | Kiril Ivanov 1275,0    |
| Carabine position couchée 50 m | Miroslav Varga 703,9      | Cha Young-chul 702,8     | Attila Záhonyi 701,9   |
| Cible mouvante 50 m            | Tor Heiestad 689          | Huang Shiping 687        | Hennadyy Avramenko 686 |

### Mixte
| Épreuves        | Or                 | Argent                      | Bronze              |
| Fosse olympique | Dmitry Monakov 222 | Miloslav Bednařik 222       | Frans Peeters 219   |
| Skeet           | Axel Wegner 222    | Alfonso de Irruarrizaga 221 | Jorge Guardiola 220 |

### Femmes
| Épreuves                     | Or                   | Argent                | Bronze                     |
| Pistolet à air comprimé 10 m | Jasna Sekaric 489,5  | Nino Salukvadze 487,9 | Marina Logvinenko 485,2    |
| Pistolet sportif 25 m        | Nino Salukvadze 690  | Tomoko Hasegawa 686   | Jasna Sekaric 686          |
| Carabine à air comprimé 10 m | Irina Shilova 395    | Silvia Sperber 394    | Anna Malukhina 393         |
| Carabine 3 positions 50 m    | Silvia Sperber 685,6 | Vesela Lecheva 683,2  | Valentina Cherkasova 681,4 |